# Villanova d’Albenga
Villanova d’Albenga (ligur nyelven Villanöva vagy Villaneuva) település Olaszországban, Liguria régióban, Savona megyében. Lakosainak száma 2755 fő (2023. január 1.). Villanova d’Albenga Alassio, Albenga, Andora, Garlenda, Ortovero és Casanova Lerrone községekkel határos.

## Népesség
A település lakossága az elmúlt években az alábbi módon változott:
| Lakosok száma | 2659 | 2702 | 2755 |
|               | 2017 | 2018 | 2023 |